# Собор Святого Николая Чудотворца (Черновцы)
Собор Святого Николая Чудотворца (укр. Собор святого Миколая Чудотворця) — православный храм УПЦ Московского патриархата в Черновцах, памятник архитектуры местного значения. Собор Святого Николая был построен в Черновцах в румынский период Буковины (1919—1940) в румынском стиле неороминеск. На связь с румынской культовой архитектурой указывают оригинальные «крученые» купола церкви.
Храм построен по образцу одного из шедевров румынского средневекового зодчества: православного Успенского архиерейского собора в румынском городе Куртя-де-Арджеш — места последнего упокоения румынских королей. Собор Святого Николая — единственная православная церковь Черновцов в которой не прерывались богослужения в советское время.

## История
Николаевский собор начали строить в 1927 году, когда Буковинская митрополия активно взялась за развитие православных храмов в Черновцах. Николаевскую церковь спроектировали архитекторы Вальтер Штюбхен-Кюхнер, Иосиф Летнер и Вирджил Ионеску. Как и в случае со строительством армянского храма, при построении Николаевской церкви возникли финансовые трудности, из-за чего процесс был приостановлен на 10 лет и храм был достроен только в 1939 году. Тогда же проект строительства претерпел некоторые изменения, внесенные архитекторами Радижевским, Ионеску и Александром Ивановым — главным архитектором Буковинской митрополии. Основные строительные работы вела местная фирма «Гранит».

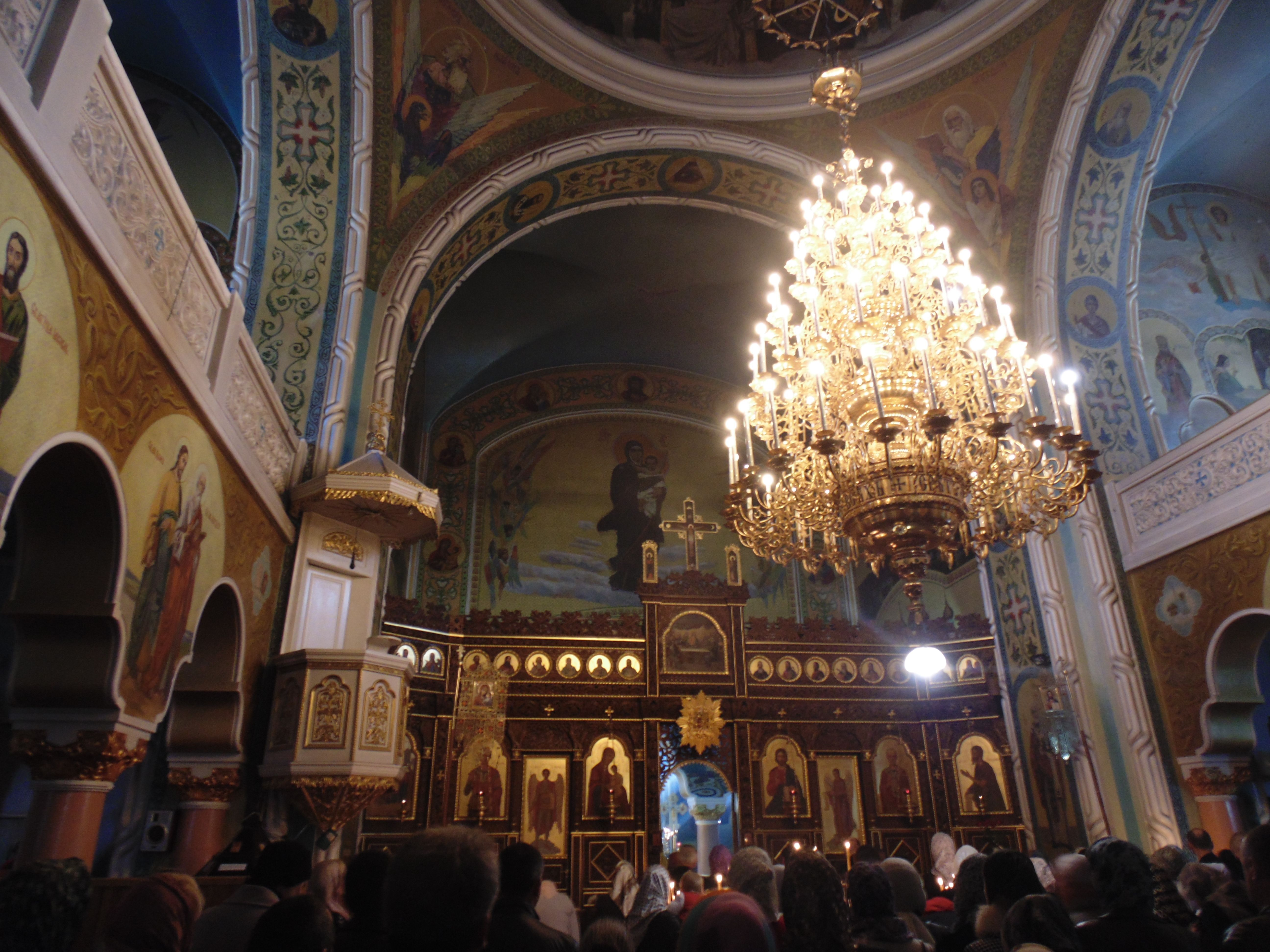
Внутреннее убранство собора

После этого был объявлен конкурс на изготовление иконостаса, в котором победили бухарестский художник-иконописец Пауль Молда и скульптор Григорий Думитреску-Ловендаль, который выполнил работы по дереву. Тринадцать витражей выполнил ещё один житель Бухареста, художник Кирович, а каркасы для них построил черновчанин Вильгельм Свидерский. Ограждение выполнил тоже черновчанин — Александр Манковський, по проекту архитектора Вирджил Ионеску. Из Трансильвании прибыли в церковь два колокола весом в 948 и 592 килограмма, которые изготовила фирма Фридриха Хенига.
Главный вход архитекторы хотели сделать на одну из важнейших артерий Черновцов — улицу Русскую, однако такое решение заставило бы сориентировать алтарь на север, что противоречило церковным канонам, по которым он должен быть обращен на восток. Решение приняли нестандартное: главный вход сделали на улицу Русскую, а алтарь ориентировали на восток, как и следовало (он справа от входа). В плане церковь является крестовая: на востоке и западе есть пятиконечные апсиды. Главный вход имеет характерный для Румынии открытый притвор — крыльцо с колоннами и аркадой. Похожая аркада есть и в интерьере церкви. Храм был освящен 6 декабря 1939 года.
Благодаря тому, что в годы советской власти храм не закрывали, внутри него сохранился самобытный интерьер буковинской церкви первой половины XX века: в частности старинный разный иконостас и витражи под куполами. Также уцелели мощи мучеников, иконы, бронзовое паникадило, подсвечники и другая церковная утварь.